# Rob Dixon
Rob Dixon (ur. 13 lipca 1964) – angielski strongman.
Mistrz Wielkiej Brytanii Strongman w 1997 r.
Wziął udział w Mistrzostwach Świata Strongman 2001, jednak nie zakwalifikował się do finału.
Wymiary:
- wzrost 175 cm
- waga 120 kg
- biceps ? cm
- udo ? cm
- klatka piersiowa ? cm.

Rekordy życiowe:
- przysiad ? kg
- wyciskanie ? kg
- martwy ciąg ? kg.

## Osiągnięcia strongman
- 1997
  - 1. miejsce – Mistrzostwa Wielkiej Brytanii Strongman
- 2000
  - 10. miejsce – Mistrzostwa Świata Strongman 2000 (kontuzjowany)
- 2001
  - 2. miejsce – Mistrzostwa Wielkiej Brytanii Strongman